# Timoko
Timoko, född 27 april 2007, är en fransk varmblodig travhäst och avelshingst. Han tränades av holländaren Richard Westerink i Frankrike och kördes av den svenske kusken Björn Goop. Han var länge Frankrikes mest vinstrika travhäst genom tiderna, till Bold Eagle gick om honom 2020.
Timoko tävlade åren 2009–2017. Han gjorde sitt sista lopp i augusti 2017. Totalt sprang han in 5 miljoner euro (motsvarande ungefär 47,7 miljoner kronor) på 101 starter varav 36 segrar, 15 andraplatser och 13 tredjeplatser. Han tog karriärens två största segrar i Elitloppet (2014, 2017) på Solvalla.
Bland andra stora segrar räknas Grand Critérium de Vitesse (2013, 2015, 2016, 2017), Critérium des 3 ans (2010), Prix Albert-Viel (2010), Critérium des 4 ans (2011), Prix de Sélection (2011), Critérium Continental (2011), Prix de l'Atlantique (2013), Grand Prix de Wallonie (2013), Grand Prix du Sud-Ouest (2013, 2016), Prix de Washington (2013, 2017), Prix Kerjacques (2014, 2016), Prix de France (2015), Kymi Grand Prix (2014) och Prix de Bourgogne (2016).
Han kom även på andraplats i stora lopp som Prix d'Amérique (2016), Prix de France (2016, 2017), International Trot (2015), Prix René Ballière (2013), Gran Premio delle Nazioni (2013), UET Trotting Masters (2013) och Grand Prix l’UET (2011).
Han har varit verksam som avelshingst. Hans vinstrikaste avkomma är Etonnant (2014).

## Karriär
Timoko inledde tävlingskarriären 2009 då han som tvååring tog en seger på fem starter. Under säsongen 2010 segrade Timoko i Critérium des 3 ans och Prix Albert-Viel. Timokos framgångar fortsatte som fyraåring under säsongen 2011, med segrar i bland annat lopp som Critérium Continental och Prix de Sélection samt tog en andraplats i Grand Prix l’UET.

Timoko deltog i världens största travlopp Prix d'Amérique fem gånger (upplagorna 2012, 2013, 2014, 2015 och 2016). Timoko tog sin bästa placering 2016 då han kördes av Björn Goop och slutade tvåa bakom vinnaren Bold Eagle.

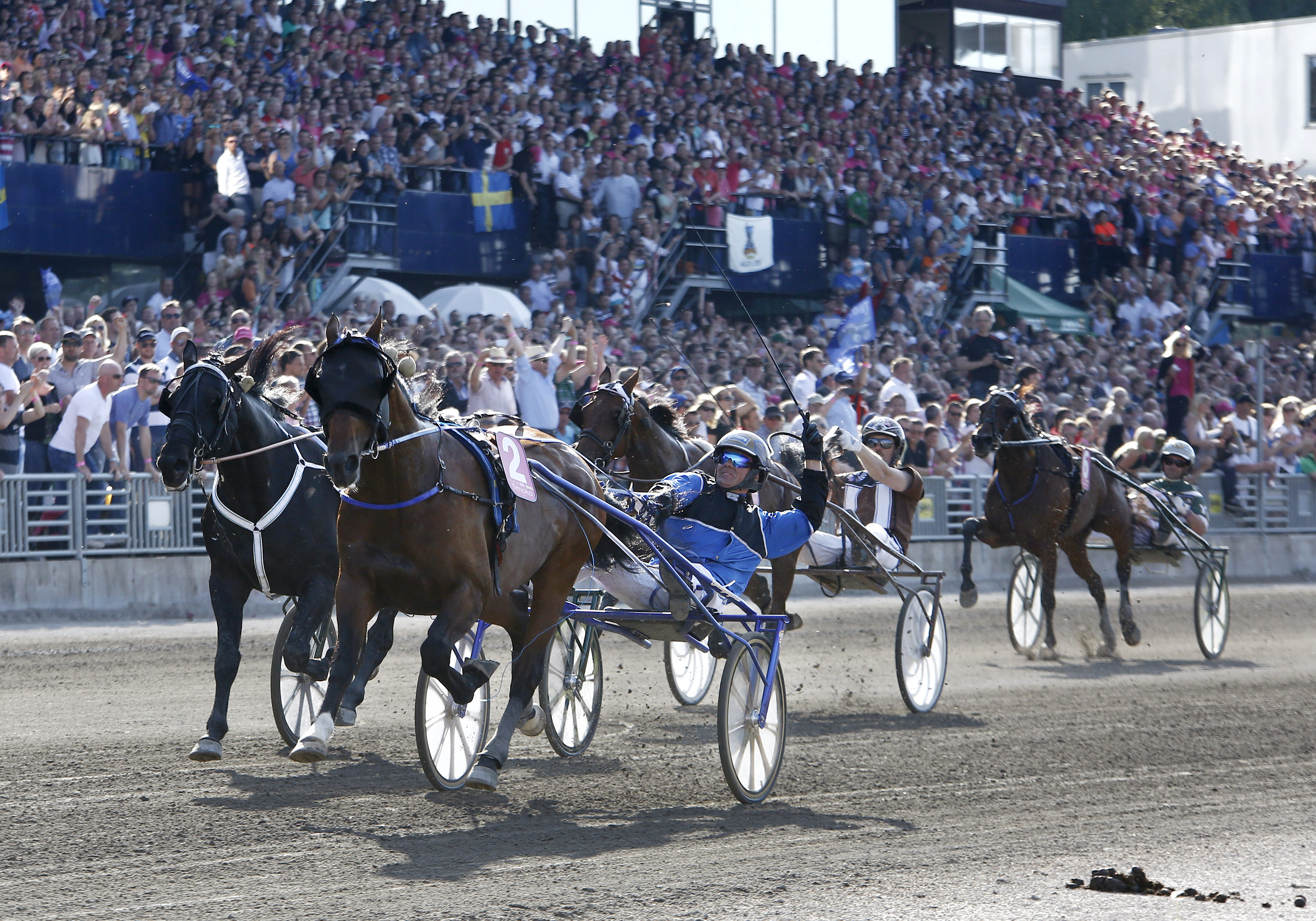
Timoko och Björn Goop vid segern i Elitloppet 2014.

Timoko var med i Elitloppet på Solvalla för första gången i 2013 års upplaga i maj 2013 då han med Joseph Verbeeck i sulkyn kom på tredjeplats i finalen bakom vinnaren Nahar. Året därpå, i 2014 års upplaga, vann Timoko finalen av Elitloppet från ledningen tillsammans med den svenske kusken Björn Goop. Segertiden i finalloppet skrevs till 1.09,5 aak, vilket var den dittills snabbaste vinnartiden någonsin i en Elitloppsfinal. Nuncio slog rekordet i Elitloppsfinalen 2016. Timoko blev inbjuden till och deltog i Elitloppet även åren 2015 och 2016. Precis som vid Elitloppssegern 2014 kördes Timoko av Goop. I 2015 års upplaga slutade Timoko på fjärdeplats i det andra försöksloppet och kvalificerade sig därmed för Elitloppsfinalen. I finalen slutade han oplacerad. I 2016 års upplaga vann han det första Elitloppsförsöket på vinnartiden 1.09,1 aak. I Elitloppsfinalen skar han mållinjen på fjärdeplats. I efterhand blev dock fjärdeplatsen en tredjeplats, efter att den tidigare trean Un Mec d'Héripré (tränad av Fabrice Souloy) testats positivt för doping.
Timoko deltog i Elitloppet för femte gången i karriären i 2017 års upplaga den 28 maj. Han kom på tredjeplats bakom Nuncio och Propulsion i försöket, och kvalificerade sig därmed för sin femte raka Elitloppsfinal. Timoko vann sedan finalen. Han vann till det högsta vinnaroddset (30,89 för tio) i loppets historia. Segertiden skrevs till 1.09,0 över 1609 meter med autostart, vilket han travade från ledningen. Han slog därmed Nuncios rekord från 2016 års upplaga med den snabbaste segertiden någonsin i en Elitloppsfinal. Timokos rekord tangerades av Ringostarr Treb i Elitloppet 2018. Timokos seger i Elitloppet 2017 innebar att han blev den nionde hästen genom tiderna att ha vunnit Elitloppet två gånger (tidigare Varenne, Mack Lobell, Copiad, Idéal du Gazeau, Timothy T., Roquépine, Eileen Eden, Gelinotte) samt den första som tagit sina segrar med över 2 års mellanrum.
Elitloppssegern 2017 följdes upp med en start i Kymi Grand Prix den 17 juni 2017. Han slutade där tvåa efter Carabinieri. Efter prestationen i Finland startade han i Prix de Washington den 1 juli på travbanan Hippodrome d'Enghien-Soisy i Enghien-les-Bains, i vilket han även segrade. Karriärens sista lopp och seger tog han den 26 augusti 2017 med sin kusk Björn Goop i ett Grupp 2-lopp på travbanan i Cagnes-sur-Mer i Frankrike.

### Frankrikes mest vinstrika
I oktober 2020, då det visats att den svensktränade hästen Propulsion varit nervsnittad i sina hovar, och inte varit startberättigad då denne tävlat i Sverige, gick Bold Eagle om Timoko som Frankrikes mest vinstrika travhäst någonsin. Att Propulsion varit nervsnittad innebar att hans 45 starter i Sverige ogiltigförklarades, resultatlistorna korrigerades och prispengarna återkrävs. I och med att Propulsions starter i Sverige stryks inkasserade Bold Eagle ytterligare 300 000 kronor, då han flyttats upp som trea i finalen av Elitloppet 2017 i stället för fyra.
Även Timoko gynnades av diskvalificeringen, då han fick 50 000 kronor mer, då Propulsion och Timoko mötts i ena försöket till Elitloppet 2017. Timoko flyttades där upp som tvåa bakom Nuncio.

## Statistik

### Grupp 1-lopp
| År   | Lopp                       | Kusk              | Vinstbelopp |
| ---- | -------------------------- | ----------------- | ----------- |
| 2010 | Prix Albert-Viel           | Richard Westerink | 108 000 EUR |
| 2010 | Critérium des 3 ans        | Richard Westerink | 108 000 EUR |
| 2011 | Critérium des 4 ans        | Richard Westerink | 108 000 EUR |
| 2011 | Critérium Continental      | Richard Westerink | 108 000 EUR |
| 2011 | Prix de Sélection          | Richard Westerink | 108 000 EUR |
| 2013 | Prix de l'Atlantique       | Joseph Verbeeck   | 90 000 EUR  |
| 2013 | Grand Critérium de Vitesse | Joseph Verbeeck   | 90 000 EUR  |
| 2013 | Grand Prix de Wallonie     | Joseph Verbeeck   | 90 000 EUR  |
| 2014 | Elitloppet                 | Björn Goop        | 300 000 EUR |
| 2014 | Kymi Grand Prix            | Björn Goop        | 100 000 EUR |
| 2015 | Prix de France             | Björn Goop        | 180 000 EUR |
| 2015 | Grand Critérium de Vitesse | Björn Goop        | 90 000 EUR  |
| 2016 | Grand Critérium de Vitesse | Björn Goop        | 90 000 EUR  |
| 2017 | Grand Critérium de Vitesse | Björn Goop        | 90 000 EUR  |
| 2017 | Elitloppet                 | Björn Goop        | 300 000 EUR |

## Stamtavla[15]
| Efter Imoko 1996             | Viking's Way 1987    | Mickey Viking 1979    | Bonefish 1972         |
| Efter Imoko 1996             | Viking's Way 1987    | Mickey Viking 1979    | Misty Sister 1975     |
| Efter Imoko 1996             | Viking's Way 1987    | Josubie 1975          | Quito 1960            |
| Efter Imoko 1996             | Viking's Way 1987    | Josubie 1975          | Vesubie III 1965      |
| Efter Imoko 1996             | Sepia 1984           | Jiosco 1975           | Quioco 1960           |
| Efter Imoko 1996             | Sepia 1984           | Jiosco 1975           | Valse Bellemoise 1965 |
| Efter Imoko 1996             | Sepia 1984           | Jolie Perle 1975      | Ura 1964              |
| Efter Imoko 1996             | Sepia 1984           | Jolie Perle 1975      | Datcha Folle 1969     |
| Undan Kiss Me Coulonces 1998 | And Arifant 1988     | Sharif Di Iesolo 1969 | Quick Song 1957       |
| Undan Kiss Me Coulonces 1998 | And Arifant 1988     | Sharif Di Iesolo 1969 | Odile de Sassy 1958   |
| Undan Kiss Me Coulonces 1998 | And Arifant 1988     | Infante d'Aunou 1974  | Niky des Étangs 1957  |
| Undan Kiss Me Coulonces 1998 | And Arifant 1988     | Infante d'Aunou 1974  | Oscana 1958           |
| Undan Kiss Me Coulonces 1998 | Allez Coulonces 1988 | Lutin d'Isigny 1977   | Firstly 1971          |
| Undan Kiss Me Coulonces 1998 | Allez Coulonces 1988 | Lutin d'Isigny 1977   | Dame d'Isigny 1969    |
| Undan Kiss Me Coulonces 1998 | Allez Coulonces 1988 | Vanina B 1965         | Carioca II 1946       |
| Undan Kiss Me Coulonces 1998 | Allez Coulonces 1988 | Vanina B 1965         | La Coulonces 1955     |